# Alejandro Armenta Mier
Alejandro Armenta Mier, né le 9 juillet 1969 à Izúcar de Matamoros (Puebla), est un homme politique mexicain, membre du Mouvement de régénération nationale. Il est sénateur de 2019 à 2024 et président du Sénat de 2022 à 2023.
Élu municipal, député de l'État de Puebla, puis élu député avec le Parti révolutionnaire institutionnel, il rallie MORENA en 2017 et devient sénateur en 2018.

## Biographie

### Élu local de l'État de Puebla
Dès l'âge de 23 ans, il est élu président de la municipalité d'Acatzingo de Hidalgo (es) en 1993, rejoignant le Parti révolutionnaire institutionnel, et demeure en fonction jusqu'en 1996.
Soutenu par Mario Marín Torres (es), son mentor politique au sein du PRI, à l'issue de son mandat de maire, il est député local suppléant au Congrès de l'État de Puebla entre 1996 et 1999. En 2002, il est élu député du Congrès de l'État de Puebla au sein du dix-huitième district de Puebla, et le demeure jusqu'en 2005. 
Lors de la constitution du gouvernement de l'État de Mario Marín Torres, Armenta Mier est nommé secrétaire au développement social et directeur du système pour le développement intégral de la famille. Par la suite, il est nommé directeur général du Registre national de la population du ministère de l'Intérieur en 2012.
De 2015 à 2018, il est député fédéral de Puebla avec le PRI.

### Ralliement à MORENA et sénateur
En avril 2017, il participe à un évènement du Mouvement de régénération nationale contre la corruption. Face à cette action, le Parti révolutionnaire institutionnel annonce suspendre temporairement son adhésion, considérant qu'il avait participé à une manifestation partisane d'un autre parti politique. En réponse à cette décision, Armenta annonce son ralliement au MORENA le même mois.
Lors des élections de juillet 2018, Armenta Mier est élu sénateur de Puebla.

### Candidat éphémère au gouvernorat de Puebla et retour au Sénat
Après le décès en décembre 2018 de la gouverneure de Puebla Martha Érika Alonso Hidalgo, Alejandro Armenta cherche à être désigné candidat du MORENA pour l'élection du nouveau gouverneur de l'État. Afin de mener sa campagne, il démissionne de son mandat de sénateur en février 2019.
Afin d'être candidat à la fonction de gouverneur, il engage un bras de fer et conteste le processus interne de désignation du candidat du MORENA Miguel Barbosa Huerta. En avril 2019, il est menacé par des sanctions internes du parti, qui n'auront finalement pas d'application, ce dernier ayant conclu une « paix » avec le candidat Barbosa Huerta.
Un mois après, en mai 2019, il retrouve son mandat de sénateur.

### Président du Sénat
Le 1er septembre 2022, à l'issue d'un troisième tour, Armenta Mier est élu président du Sénat pour un an.
En raison de son passé au PRI, il est décrit comme moins proche d'Andrés Manuel López Obrador et plus proche du président du groupe MORENA Ricardo Monreal Ávila, qui a mené les négociations en sa faveur avec le Parti de la Réunion solidaire (PES). Malgré les négociations, Higinio Martínez Miranda (es), membre historique de MORENA, se présente et obtient 28 voix contre 36 pour Armenta lors du vote interne du groupe. Finalement, Armenta est élu à l'issue d'un troisième tour et le ralliement de l'ensemble des sénateurs.
Sa période en tant que président est marquée par plusieurs propos, propositions de décrets très en faveur de la politique d'AMLO, ainsi que des blocages de l'opposition.
Le 12 juin 2023, il annonce sa future démission du Sénat, préparant sa candidature en tant que gouverneur de l'État de Puebla lors des élections de 2024. Lors d'une conférence de presse, il souhaite que la même méthodologie utilisée pour le candidat présidentiel de MORENA s'applique en interne pour la désignation du candidat pour Puebla, une primaire sous la forme d'un sondage.
Quelques jours après son annonce, dans un sondage mené entre le 9 et 13 juin auprès des militants du MORENA, il est en tête d'une potentielle primaire interne au sein des prétendants pour être gouverneur. Il récolte 28 % de préférence, contre 21 % pour Claudia Rivera Vivanco (es) et 16 % pour le député Ignacio Mier Velazco. À l'échelle de l'ensemble de la population, MORENA est largement en tête dans l'État, avec 55 % d'intentions de votes, contre 17 % pour le PAN et 12 % pour le PRI.

### Candidat au poste de gouverneur de Puebla
En 2024, il est candidat au poste de gouverneur de Puebla lors des élections du 2 juin.

## Controverses

### Passé lié au PRI et engagement pro AMLO
Armenta Mier a été critiqué à de nombreuses reprises sur les réseaux sociaux en raison de passé au PRI, critiqué par les militants de Morena,. Après son retour au Sénat et son élection en tant que président, il est également critiqué pour ses prises de positions radicales en faveur d'AMLO, ne représentant pas une véritable séparation des pouvoirs entre le gouvernement et le Congrès de l'Union.

### Projet de dissolution de l'INAI
Le 27 avril 2023, le sénateur Armenta Mier a présenté un projet de décret 8 afin d'abroger la loi générale sur la transparence et l'accès à l'information publique et de démanteler l'INAI (es), qualifiant l'organisme chargé de garantir l'accès du public à l'information et la protection des données personnelles comme inutile, proposant que ses fonctions soient intégrées au ministère de la fonction publique. 
Après la médiatisation du décret, deux principales critiques ont émergé, la première étant celle que l'initiative du président du Sénat de supprimer un organisme autonome émanerait directement d'un ordre du gouvernement d'AMLO, et non du sénateur.
La deuxième critique est celle d'un opportunisme et d'une stratégie politique préparée, puisque ce décret de dissolution de l'INAI aurait permis à Armenta Mier de satisfaire AMLO et gagner des partisans, étant donné qu'il préparait depuis plusieurs mois sa candidature pour devenir gouverneur de l'État de Puebla.
Plusieurs groupes et associations de la défense des droits de l'homme ont souligné que la réforme représenterait un pas en arrière pour la transparence et la responsabilité dans le pays. Quelques heures plus tard dans la journée et face aux accusations de l'opposition et de son propre parti, Armenta a été contraint de retirer son projet de décret.

### Blocage de l'opposition au Sénat
Le lendemain de la polémique sur l'INAI, le 28 avril 2023, il est à nouveau critiqué sur les réseaux sociaux pour avoir fait bloquer les ascenseurs du bâtiment du Sénat qui conduit au 14e étage (où ils tiendraient des sessions dans un lieu alternatif), tentant ainsi d'empêcher l'arrivée des sénateurs de l'opposition, puisque qu'en n'ayant pas la majorité nécessaire, il pourrait (MORENA) approuver 18 réformes présidentielles par la « voie rapide ». Cette décision aurait été prise après la saisie de la tribune par les sénateurs de l'opposition, qui ont exigé la nomination d'un commissaire de l'INAI pour qu'elle puisse se réunir, refusé par le président Armanta, ce dernier souhaitant la disparition de l'organisme.